# Xavier Aragay Tusell
Xavier Aragay Tusell   (1956) és un economista català que s'ha dedicat a la innovació educativa des de la dècada del 1990. Ha cofundat la UOC, ha dirigit les escoles dels Jesuïtes durant vuit anys i ha impulsat la transformació i gestió del canvi al món educatiu.

## Trajectòria
Llicenciat en Ciències Econòmiques i Empresarials per la UAB de Barcelona, Diploma de Funció Gerencial a les Administracions Públiques per ESADE. Diploma d'Alta Direcció d'Empreses per IESE i Màster en Desenvolupament Organitzacional i en Lideratge i Gestió de la Ciència.
Va ser regidor de l'Ajuntament de l'Hospitalet de Llobregat del 1979 al 1983; primer de Joventut, després de Cultura i finalment d'Hisenda.
El 1994 va fundar la UOC al costat de Gabriel Ferraté, i va ser-ne director gerent els primers 12 anys. Després va ser adjunt al gerent de la UPC.
Va rellevar Francesc Xicoy al capdavant de Jesuïtes Educació el 2009, fins que el 2016 va assumir el càrrec Enric Masllorens. Va ser creador i impulsor, fins a setembre del 2016, del projecte HORITZÓ 2020 un projecte per transformar l'educació. El 2017 va publicar Reimaginant l’educació. 21 claus per transformar l’escola (Paidós).
Desenvolupa la seva activitat com expert en la transformació i la gestió del canvi, especialment aplicat al món educatiu. El 2017 va fundar la consultora Reimagine Education LAB.